# 社會民主連線
社會民主連線（英語：League of Social Democrats），簡稱社民連（LSD），曾是香港一個以左翼為意識形態的民主派政黨。社民連成立於2006年10月1日，機關刊物是《抗命》，現時於香港立法會及香港區議會沒有議席。
解散前最后一任黨主席為陳寶瑩，外務副主席為周嘉發，內務副主席為余煒彬。
社民連主張議會、街頭及司法三線抗爭，以群眾運動推動社會變革，多名成員因參與公民抗命被捕或入獄。在2008年香港立法會選舉中，社民連取得三席，一度成為泛民主派第三大黨。
於2025年6月29日召開記者會，正式宣告解散。

## 宗旨
社民連有3點宗旨:
- 擔當旗幟鮮明的反對派，推動香港的民主運動；
- 作為貨真價實的左派，維護基層市民的權益，及爭取社會公義；
- 透過建制內外的參與，組織及動員市民，改革社會不合理的制度及政策。

## 歷史
社民連主要成員在2006年4月17日於烏溪沙青年新村舉行路向營，表示該組織將以香港泛民主派左翼政治光譜為號召，輔以基層路線，並打出反政府作為鮮明旗號。政黨口號：「沒有抗爭，哪有改變！濟弱扶傾，義無反顧！」引自馬丁·路德·金的言论:「改變不會自動到來，而是需要經過不斷的抗爭。」
2006年4月17日，陶君行在網路電台節目《風波裡的龍門陣》節目中透露，該組織曾在年前接觸政見偏左的民主派立法會議員張超雄，但張超雄在2006年初已答允加盟政治光譜中间偏右的公民黨，並成為該黨副主席。
2006年10月1日，社會民主連線正式成立。2006年10月29日，社會民主連線選舉第一屆行政委員會，時事評論員黃毓民當選主席，兩位分別是衛生服務界的前立法會議員麥國風及醫學界前立法會議員勞永樂當選副主席。而黨秘書長則由黃大仙區議員、民主派壓力團體「前綫」前秘書長陶君行出任，副秘書長則是前港大學生會會長、公民黨黨魁余若薇前助理鄧徐中出任；司庫則是風水師馬禮華。行政委員會常委包括：立法會議員梁國雄、陳偉業，香港職工會聯盟副主席鍾松輝、浸會大學宗哲系高級講師陳士齊、東區區議員曾健成以及民運人士劉山青等。
2007年3月18日，泛民發起普選遊行時社民連發起「搶咪行動」。社民連副主席麥國風及兩名女成員陳寶瑩和李偉儀在公民黨人士發言時「搶咪」，觸發泛民主派內部矛盾。多名民主派成員直言此事令他們跟社民連將來很難合作，包括何俊仁、單仲偕、馮檢基、司徒華等，司徒華直指行動是「粗暴行為」，民主黨主席何俊仁和民協主席馮檢基均要求社民連高層作出合理解釋。事後社民連副主席麥國風批評他們「沒有資格做民主派」，揚言社民連要與泛民「割蓆」絕交，
2007年9月，勞永樂代表社會民主連線參加立法會港島區補選泛民主派初選，並與陳方安生辯論，投票結果陳方安生得分77.3分贏對手勞永樂得22.7分，陳方安生勝出。同月，黨員柳玉成因直接參加港島區補選而不遵守泛民主派初選規定，被開除黨籍。
2007年11月，社民連派出30人參選2007年香港區議會選舉，其中有六人為現任區議員，九龍東佔10人，新界西9人等。最終取得6席。
2007年12月24日，社民連位於香港九龍尖沙咀的辦事處總部，一直是使用江湖人士物業，而該名江湖人士就是與黃毓民關係密切，身為黑社會「新義安」成員的人物李育添。外務副主席勞永樂認為投訴指控嚴重，即使租約合法，仍可能影響社民連的公信力。
2007年12月29日，社民連突然宣佈接納勞永樂辭去副主席和退會的決定。突然辭退的勞永樂回應，主席黃毓民一直也沒有交出會址的租約，及承認該會址是不用交租的。勞永樂批評，政黨應負起社會責任和保持最高的道德標準，言行合一，要有誠信，他對社民連感到極度失望，所以決定辭職。社民連則發表聲明，批評勞永樂近日不斷發表不當和不實的言論，嚴重影響社民連形象和聲譽，並感到震驚、惋惜和遺憾。
2008年4月1日，社民連為2008年香港立法會選舉招募義工及在5月2日發起「社民連第二屆行政委員會就職典禮暨立法會選舉千人起動大會」開始展開其選舉工程。
2008年7月，社民連成立九龍西臨時競選總部及派出6位黨員參選2008年香港立法會選舉，分別是陳偉業（新界西）、梁國雄（新界東）、黃毓民和李偉儀（九龍西）、陶君行（九龍東）及曾健成（港島區）。最後陳偉業、梁國雄成功連任，黃毓民首次參選亦晉身立法會。社民連黃毓民在選舉過程中不斷「狙擊」公民黨，最後公民黨毛孟靜被傳媒揭發有中聯辦支持的梁美芬擊敗，社民連的「狙擊」間接幫了建制派梁美芬一把，搶去原先看高一線毛孟靜的一席。公民黨本已對社民連甚為忍讓，是次事件一度使他們決裂。不過，於2008年香港立法會選舉後，黃毓民要求與公民黨合作。在泛民內部抽籤決定由他出任中大校董時，和公民黨商議了協調配合，但公民黨梁家傑和吳靄儀未有按協議，並支持醫學界議員梁家騮，黃毓民大為不滿稱這是「小人所為」，當中梁家傑立時解畫說自己不知道要協調，屬無心之失，吳靄儀則說她有選擇的自由。
2008年12月1日，社民連行委鍾松輝涉嫌盜取其出任理事長多年的新世界第一巴士職工會（屬香港職工會聯盟屬會，前身為親台右派中華巴士自由工會）的會務經費而被警方拘捕，惟已被銷案。其後，鍾松輝退出社民連，轉投工黨擔任第一屆執委會司庫。
2010年5月6日，特首曾蔭權出席立法會答問大會舉行前，三十多名公民黨及社民連成員在門外向曾蔭權請願，期間有社民連成員向曾蔭權掟豆腐，抗議政改方案是「豆腐渣」，曾的保鏢用傘擋開豆腐，但三名立法會保安卻中招，警方事後拘捕兩名社民連成員彭義恍與盧嘉傑，涉嫌普通襲擊，獲准保釋候查。其時，正值公社兩黨參與五區總辭、變相公投。
2010年1月，社民連與公民黨發動「五區總辭、變相公投」，五名立法會議員辭去立法會議員職務再參加補選。5月16日五人成功再次當選，由於「五區總辭」運動，民主黨不參與，其後走入香港中聯辦進行談判，最終通過新增五名區議會功能界別及五名地區直選的政改方案，黃毓民及陳偉業認為民主黨出賣公投派、出賣選民，開始提倡要在明年11月舉行的區議會選舉追擊民主黨，倡議「票債票償」運動。但黃、陳的立場和社民連主席陶君行、黨員吳文遠、梁國雄等有明顯分歧，部分社民連成員反對追擊民主黨，黃陳考慮退出社民連。
2011年1月23日，黃毓民及陳偉業連同社民連200多名黨員於「社民連非當權派集思會」宣布退黨，即場退出社民連，並即時另起爐灶成立人民力量，社民連在立法會議席由3席減為1席。
2011年香港區議會選舉，曾參與「五區總辭」的政黨社民連、公民黨、人民力量皆失利，主席陶君行宣布承擔敗選責任，辭任主席一職，由副主席鄧徐中署任，後經會員大會再選出梁國雄出任。
2011年9月，兩名社民連成員黄俊杰及黃浩銘，被控向香港行政長官曾蔭權示威時擾亂公眾秩序，獲判罪名不成立。律政司指裁決的法律觀點不正確，決定以案件呈述方式向原訟法庭提出上訴，但在2013年5月放棄上訴。
2012年1月，兩名社民連成員周諾恆及黃軒瑋，被控在公眾地方作出擾亂。他們在「港鐵競步賽2011」活動中撒溪錢，並衝上台搶運輸及房屋局局長鄭汝樺的咪打斷其發言。及後被裁定罪成，分別判罰款2000元及3000元。
2012年2月13日，梁國雄接任社民連主席。
2012年3月，社民連前主席陶君行等4名抗議人士，被控協助組織及參與非法集會罪。他們在2011年3月6日反預算案遊行中，涉嫌停留在中環德輔道中阻塞交通。及後陶君行和黃浩銘承認控罪，分別被判罰款1,000及2,000元。
2012年3月，社民連成員馬雲祺被控一項非法集結罪。他於2011年8月在反外傭居港權遊行中，與一批反對種族歧視的示威者圖阻截遊行隊伍，其間與警方推撞。及後馬承認控罪，終被罰款2000元。
2012年3月，社民連立法會議員梁國雄等五人被控公眾地方擾亂秩序和刑事毀壞等四項罪名。他們於2011年9月衝擊遞補機制諮詢會。及後罪名成立，梁國雄被判監兩個月。
2012年4月，立法會以25票反對，19票贊成，否決按《議事規則》取消社民連主席梁國雄的議員資格。他因2011年9月衝擊替補機制諮詢會場，被判監兩個月，然後旅遊界立法會議員謝偉俊提出罷免動議。
2012年5月，梁國雄連同兩名人民力量議員黃毓民及陳偉業，就《立法會議席出缺安排草案》展開拉布戰。
2012年5月，梁國雄就議席出缺條例草案中止辯論提出的司法覆核申請，高等法院拒絕受理，梁遭立法會收取二十萬堂費。

2012年6月，梁國雄就《競爭條例草案》再次拉布。
2012年6月，社民連十多名示威者到港鐵總部大樓抗議港鐵加價，部分人搭升降機到港鐵行政總裁韋達誠辦公樓層時，港鐵保安突「鎖升降機」。三男兩女示威者報稱被「禁錮」十多分鐘，至消防員到場才獲釋。
2012年7月，新界東的梁國雄、九龍東的陶君行、新界西的曾健成及香港島的吳文遠決定參選2012年香港立法會選舉。
最終梁國雄在立法會選舉當選，得票48,295票，但其他候選人皆落選。
2012年9月，立法會議員梁國雄及五名社民連成員，被控非法集會及協助組織非法集會。他們於2011年七一遊行後號召市民佔據中區馬路，繼續集會，令昃臣道及干諾道中西行車綫交通癱瘓，及後被判罰款1500元，後期被改罰4500元。
2012年11月，長者生活津貼提交立法會財委會審議，梁國雄議員準備提交百項動議拉布。
2013年1月，梁國雄就行政長官梁振英僭建涉嫌在選舉中作出「虛假陳述」，提出選舉呈請及司法覆核，上訴終審法院失敗。
2013年2月，警方以涉嫌「企圖以焚化方式侮辱區旗」及「非法集結」等罪名，要求社民連3名成員到警署接受調查。他們於2012年4月遊行至中聯辦抗議其操控特首選舉。案件開審日期為2013年7月11日。
2013年3月，社民連成員嚴敏華被控襲警。她於2012年7月在維園外馬路上，咬傷一名女警長的左臂。等候判刑期間，她已被收押了廿一天。裁判官其後判她入更生中心服刑，且不准她保釋等候上訴。
2013年3月21日，社會民主連線聯同其他香港泛民主派及團體成立真普選聯盟。
2013年4月，社民連副主席吳文遠，被控在公眾地方犯下妨擾罪。他於2012年6月乘前中共總書記胡錦濤訪港期間，向警方護送的車隊拋下一件「旺陽T恤」。裁判官裁定吳罪名不成立，無罪釋放。
2013年4月，社民連及人民力量等將共提出764項修正案，拉布爭取政府實施全民退休保障。
2013年6月，社民連成員馬雲祺被控侮辱區旗。他於2012年4月1日企圖公開焚燒區旗。及後罪名成立，被判230小時社會服務令。
2013年7月，社民連5名成員被控違反道路交通條例。他們於2012年6月，藉前中共總書記胡錦濤訪港期間，在北大嶼山公路下車，嘗試向胡錦濤示威。其中3名被告認罪，案件押後至2013年8月判刑。
2016年香港立法會選舉，社民連共派出3張名單，參選人數共4人，吳文遠和陳德章原打算出戰九龍西，後來因為確認書風波，成員陳德章提出司法覆核挑戰確認書合法性，決定只派出主席吳文遠參選，副主席黃浩銘與人民力量立法會議員陳偉業合作，出選新界西，梁國雄代表出戰新界東名單，其中只有梁國雄當選，直選得票率3.27%，得票70,935張。
2025年6月29日，社民連召開記者會宣布解散。由主席陳寶瑩宣布解散，稱「面對強大的政治壓力，考慮過各方因素，特別係對成員及同行者的影響，唯有沉痛宣布解散。」

## 歷任主席
- 黃毓民（2006年－2010年）
- 陶君行（2010年－2011年11月）
  - 鄧徐中（署任）（2011年11月－2012年2月）
- 梁國雄（2012年3月－2016年2月）
- 吳文遠（2016年3月－2020年2月）
- 黃浩銘（2020年3月－2021年7月）（因準備入獄，提早換屆）
- 陳寶瑩（2021年7月－2025年6月）（2025年6月29日，宣布解散）

## 行政架構
社民連以「會員大會」及「行政委員會」組成。「評議會」及「紀律小組」為常設的輔助架構。

### 歷任領導層
| 年度       | 主席   | 外務副主席 | 內務副主席    | 秘書長 | 副秘書長      | 財政   |
| ---------- | ------ | ---------- | ------------- | ------ | ------------- | ------ |
| 2006－2008 | 黃毓民 | 勞永樂     | 麥國風        | 陶君行 | 鄧徐中 李偉儀 | 馬禮華 |
| 2008－2010 | 黃毓民 | 陶君行     | 麥國風 李偉儀 | 符偉樂 | 楊國雄 馬愉生 | 麥國風 |
| 2010－2011 | 陶君行 | ／         | 吳文遠        | 季詩傑 | 容樂其        | 彭義桄 |
| 2011－2012 | 鄧徐中 | ／         | 吳文遠        | 黃俊邦 | 容樂其        | 關文翰 |
| 2012－2014 | 梁國雄 | 吳文遠     | 鄧徐中        | 麥國風 | 何慇榮 劉卓文 | 徐子晉 |
| 2014－2016 | 梁國雄 | 吳文遠     | 黃浩銘        | 陳德章 | 麥國風 黃永志 | 徐子晉 |
| 2016－2018 | 吳文遠 | 黃浩銘     | 陳德章        | 陳寶瑩 | 關兆宏 周嘉發 | 徐子晉 |
| 2018－2020 | 吳文遠 | 黃浩銘     | 周諾恆        | 陳寶瑩 | 周嘉發        | 徐子晉 |
| 2020－2021 | 黃浩銘 | 岑子       | 梁國雄        | 吳文遠 | 陳寶瑩        | 麥國風 |
| 2021－2025 | 陳寶瑩 | 周嘉發     | 余煒彬        | ／     | ／            | ／     |

### 第八屆行委會成員簡歷
| 職位       | 姓名   | 年齡                                            | 簡歷 |
| ---------- | ------ | ----------------------------------------------- | --- |
| 主席       | 黃浩銘 | 31                                              | 政策研究幹事 香港理工大學社會政策及行政學士 香港中文大學社會政策文學碩士                                 |
| 外務副主席 | 岑子   | 32                                              | 彩虹行動成員 民間人權陣線前召集人 沙田區議會議員                                                         |
| 內務副主席 | 梁國雄 | 63                                              | 四五行動成員 前立法會議員                                                                                |
| 秘書長     | 吳文遠 | 43                                              | 企業策略顧問 澳洲墨爾本大學機械工程榮譽學士 精算及財務商學士                                             |
| 副秘書長   | 關兆宏 | 28                                              | 香港專業進修學校社會工作學系副學士 多媒體文宣幹事                                                        |
| 副秘書長   | 陳寶瑩 | 63                                              | 社運及婦運人士                                                                                           |
| 財政       | 麥國風 | 64                                              | 精神科護士（經理） 香港精神健康護理學院院長 澳洲臥龍崗大學榮譽院士 衛生服務管理學碩士 顧問及訓練公司董事 |
| 常務委員   |        |                                                 | |
| 曾健成     | 64     | 東區區議會議員                                  | |
| 鄧曉文     | 26     | 社會行動幹事                                    | |
| 劉伏櫪     | 35     | 社區幹事 香港浸會大學中國研究系學士             | |
| 鍾碩殷     | 33     | 大學高級副研究員 英國華威大學國際政治經濟學碩士 | |
| 陳皓桓     | 23     | 民間人權陣線召集人 社會行動幹事                 | |
| 馬雲祺     | 26     | 外傭及少數族裔團體幹事                          | |
| 辛浩銘     | 27     | 社會行動幹事                                    | |
| 吳耀駒     | 27     | 社會行動幹事                                    | |
| 潘藝天     | 31     | 社會行動幹事                                    | |

## 議員

### 立法會議員
| 界別     | 選區     | 姓名     | 2004-2008 | 2008-2012 | 2012-2016 | 2016-2020 | 備註                                                             |
| -------- | -------- | -------- | --------- | --------- | --------- | --------- | ---------------------------------------------------------------- |
| 地方選區 | 九龍西   | 黃毓民   |           | [ 36 ]    |           |           | 已退黨                                                           |
| 地方選區 | 新界東   | 梁國雄   |           | [ 36 ]    |           | →         | 因梁振英政府入稟申請司法覆核，高院裁定其宣誓無效而被取消議員資格 |
| 地方選區 | 新界西   | 陳偉業   |           | [ 36 ]    |           |           | 已退黨，現為人民力量成員                                         |
| 所得議席 | 所得議席 | 所得議席 | 2         | 3→1       | 1         | 1→0       |                                                                  |

### 區議員
截止2021年7月，社會民主連線在區議會沒有任何議席。

#### 2004年至2007年
2004年至2007年，社會民主連線在5個區議會共有7個議席，議員包括：
| 區議會   | 代號 | 選區     | 姓名   | 備註 |
| -------- | ---- | -------- | ------ | ---- |
| 東區     | C02  | 太古城東 | 曹漢光 |      |
| 東區     | C08  | 翠灣     | 古桂耀 |      |
| 東區     | C34  | 樂康     | 曾健成 |      |
| 黃大仙區 | H15  | 竹園北   | 陶君行 |      |
| 觀塘區   | J18  | 平田     | 陳昌   |      |
| 荃灣區   | K10  | 麗興     | 陳偉業 |      |
| 葵青區   | S07  | 安蔭     | 梁永權 |      |

#### 2007年至2011年
2007年至2011年，社會民主連線在3個區議會共有4個議席，議員包括：
| 區議會   | 代號 | 選區   | 姓名   | 備註 |
| -------- | ---- | ------ | ------ | ---- |
| 灣仔區   | B07  | 樂活   | 麥國風 |      |
| 東區     | C08  | 翠灣   | 古桂耀 |      |
| 東區     | C34  | 樂康   | 曾健成 |      |
| 黃大仙區 | H15  | 竹園北 | 陶君行 |      |

#### 2020年至2023年
社會民主連線在2019年香港區議會選舉中，在2個區議會當選2席區議會議員。
2021年7月8日，社民連表示，在多番思慮及討論後，副主席岑子杰（沙田瀝源選區）及行委曾健成（東區樂康選區）決定即日辭退區議員職務。社民連指，二人早前已分別被控「串謀顛覆國家政權」及「煽惑未經批准集結」，刑期在前，取消資格在後，並在破產威脅當前作出如此決定，又指二人未能完成整屆任期服務市民，就此向兩區選民致以至大至誠歉意。
| 區議會 | 代號 | 選區 | 姓名   | 備註             |
| ------ | ---- | ---- | ------ | ---------------- |
| 東區   | C32  | 樂康 | 曾健成 | 2021年7月7日請辭 |
| 沙田區 | R02  | 瀝源 | 岑子   | 2021年7月7日請辭 |

## 選舉

### 立法會選舉
| 選舉 | 民選得票 | 民選得票比例 | 地方選區議席 | 功能界別議席 | 總議席 | +/- |
| 2008 | 153,390  | 10.12%       | 3            | 0            | 3 / 60 | 3 ▲ |
| 2012 | ▼87,997  | ▼4.86%       | 1            | 0            | 1 / 70 | 2 ▼ |
| 2016 | ▼70,935  | ▼3.27%       | 1            | 0            | 1 / 70 | 0 ━ |

### 區議會選舉
| 選舉 | 民選得票 | 民選得票比例 | 民選議席 | 委任議席 | 當然議席 | 總議席  | +/- |
| 2007 | 28,601   | 2.51%        | 6        | 0        | 0        | 6 / 534 | 6 ▲ |
| 2011 | ▼21,833  | ▼1.85%       | 0        | 0        | 0        | 0 / 507 | 6 ▼ |
| 2015 | ▼6,526   | ▼0.45%       | 0        | 不適用   | 0        | 0 / 458 | 0 ━ |
| 2019 | ▲8,384   | ▼0.29%       | 2        | 不適用   | 0        | 2 / 479 | 2 ▲ |

## 事件

### 政治檢控
2011年至今，社民連成員多次於示威及遊行後被警方控告，罪名不一。
社民連副主席吳文遠表示 ，警方及律政司以法律程序消耗示威者的時間、精力和金錢，「是一場典型的政治打壓」。
政府於示威及遊行活動後數個月才檢控示威者，遭受示威者質疑檢控的動機。2012年6月29日，社民連5名成員向訪港的時任中共總書記胡錦濤示威，事隔5個多月在檢控期限即將屆滿前，才收到傳票。被告之一陶君行認為，政府是想盡辦法檢控異見人士。
政府利用《公安條例》第18條「非法集結」罪行檢控示威者，例如社民連成員馬雲祺於2011年8月反外傭居港權的遊行後被控一項非法集結罪。組織香港人權監察指，「非法集結」罪行的定義廣闊含糊，啟動檢控「非法集結」罪的門檻很低，容易成為「百搭」控罪，對付稍有混亂的任何請願或示威活動。
有示威者認為，律政司選擇性執法，只針對反政府的示威者，對於支持建制派人士的違法行為卻沒有檢控。社民連成員馬雲祺批評，律政司不檢控被拍到醉酒駕駛和切雙白線的發展局局長陳茂波，他們和平示威卻遭檢控。
| 日期           | 案件編號                                                                          | 涉案成員                                 | 案件簡介及控罪 | 刑罰或堂費 | 最新消息                                                                                            |
| -------------- | --------------------------------------------------------------------------------- | ---------------------------------------- | --- | --- | --------------------------------------------------------------------------------------------------- |
| 2011年4月23日  | ESCC 1341/2011                                                                    | 曾浚瑛                                   | 在2010年10月1日到中聯辦示威，期間警方阻止示威者將一個迷你棺材抬到中聯辦門外引起衝突，初以《公眾地方行為不檢罪》拘捕，後改控更嚴重的《襲警罪》                                                                                                   | 罪成，被判160小時社會服務令(29/6/2011) | 案件完結                                                                                            |
| 2011年4月29日  | HCA 708/2011                                                                      | 梁國雄、曾健成                           | 美孚新邨居民發起「千人瞓街行動」阻止發展商在邨內興建屏風樓，發展商成功申請禁制令，梁國雄及曾健成提出上訴 | 原審時敗訴，估計梁曾二人需付訟費四百萬元，上訴庭同時下令曾健成先付45萬元訟費保證金始可繼續上訴 | 曾健成已上訴至終審庭，2013年7月25日開審。若敗訴將需付訟費至少400萬元，可能要破產（22/3/2013）       |
| 2011年5月5日   | KCCC 1792/2011                                                                    | 黃俊杰、黃浩銘                           | 在2011年3月1日在辛亥革命紀念百周年向行政長官曾蔭權示威，被控《公眾地方內擾亂秩序行為》 | 無罪釋放（2/9/2011） | 案件完結。律政司在2011年9月7日提出上訴，案件拖延近2年後，於2013年5月7日正式放棄上訴                 |
| 2011年4月27日  | ESCC 2132/2011                                                                    | 姜靈彰                                   | 在2010年12月28日於中聯辦門外聲援結石寶寶之家的趙連海時投擲粉末，被控《公眾地方內擾亂秩序行為》 | 無罪釋放（10/10/2011） | 高等法院駁回律政司上訴（14/6/2012）                                                                 |
| 2011年8月9日   | ESCC 3256/2011                                                                    | 黃軒瑋                                   | 在2011年4月10日抗議港鐵加價，上台搶運輸及房屋局局長鄭汝樺的咪高峰，被控《公眾地方內擾亂秩序行為》 | 高等法院上訴庭將判囚兩週改為罰款3000元（20/7/2012） | 終審法院批准控辯雙方提出上訴（27/11/2012），終審法院駁回律政司上訴 (18/11/2013)                     |
| 2011年9月2日   | ESCC 3678/2011                                                                    | 陶君行、黃浩銘                           | 在2011年3月6日堵塞德輔道中，被控《參與未經批准集結》及《協助組織未經批准集結》 | 承認控罪，罰款1000元（黃）及2000元（陶）（14/3/2012） | 案件完結                                                                                            |
| 2011年9月21日  | HCMA 234/2012                                                                     | 梁國雄、容偉棠、黃永志                   | 在2011年9月1日衝擊替補機制論壇，被控《公眾地方內擾亂秩序行為》及《刑事毀壞》 | 梁國雄被判囚兩個月，容偉棠被判囚三星期；黃永志在審前被撤銷控訴（9/3/2012） | 上訴至高等法院，排期候審                                                                            |
| 2012年1月5日   | KTCC 4298/2012；ESCC 1560/2013                                                    | 梁國雄                                   | 在2011年7月1日堵塞干諾道中，被控《參與未經批准集結》及《協助組織未經批准集結》 | 承認控罪，罰款1500元，政府上訴後，法院改判罰4500元（14/1/2013） | 案件完結                                                                                            |
| 2012年3月14日  | ESCC 1000/2012                                                                    | 馬雲祺                                   | 在2011年8月21日高舉反種族歧視標語，抗議反對外傭爭取居港權團體，被控《非法集結》 | 承認控罪，罰款2000元 | 案件完結                                                                                            |
| 2012年5月17日  | CACV 123/12                                                                       | 梁國雄                                   | 就立法會主席曾鈺成動用立法會議事規則第92條「剪布」入稟高院申請臨時禁制令及申請司法覆核許可 | 高院拒絕覆核申請，上訴亦遭駁回。梁入稟要求豁免訟費，或只支付其中一部分 | 上訴庭判決梁國雄須支付立法會及律政司的訟費，金額估計數以十萬計（30/4/2013）                         |
| 2012年7月      | FAMV 21、22、25、33/2012                                                          | 梁國雄                                   | 就梁振英僭建涉嫌在選舉中作出「虛假陳述」提出選舉呈請及司法覆核 | 高等法院判決敗訴，更被判需代梁振英繳付過百萬堂費。其後，何俊仁上訴終審法院，終審法院改判免繳訟費，但因梁國雄沒有參與上訴，故依然要支付梁振英的訟費。（12/7/2013） | 案件完結（12/7/2013）                                                                               |
| 2012年12月5日  | ESCC 4568/2012；HCMA 153/2013                                                     | 嚴敏華                                   | 在2012年7月1日高士威道維園17號閘外與女警發生爭執，被控《襲警罪》 | 罪名成立，還柙三星期後被判入更生中心，後獲保釋。其後，高等法院改判入獄，抵銷還柙時間後當庭釋放 | 案件完結（3/6/2013）                                                                                |
| 2012年12月22日 | TWCC 3362/2012                                                                    | 吳文遠                                   | 在2012年6月28日中共總書記胡錦濤訪港期間，把一件印有李旺陽肖像的衣服，拋向胡錦濤的車隊，被控《公眾地方妨擾罪》 | 裁判官曾考慮修改控罪，在辯方反對下放棄。最後獲判無罪，但須負擔訟費 | 政府已提出上訴（30/4/2013）                                                                         |
| 2012年12月27日 | TWS18892-18893/2012                                                               | 林森成、陶君行、馬雲祺、黃浩銘、陳德章、 | 在2012年6月28日中共總書記胡錦濤訪港期間，在大嶼山公路附近停車，並走上山坡展示示威口號，被控《道路交通條例》 | 林森成、陶君行、馬雲祺認罪，黃浩銘和陳德章不認罪，於2013年8月12日宣判，五人罪成被罰款18000元。（页面存档备份，存于） | 案件完結                                                                                            |
| 2013年2月1日   | ESCC 1890/2013                                                                    | 黃浩銘、張錦雄、吳文遠、馬雲祺           | 2012年4月1日，吳黃張遊行至中聯辦後門示威，期間有示威者衝擊警方鐵馬，三人被控《非法集結》 | 黃浩銘及張錦雄罪名成立，罰款5000元；吳文遠及馬雲祺罪名不成立，無罪釋放 | 案件完結                                                                                            |
| 2013年2月1日   | HCMA 482/2013；ESCC 918/2013                                                      | 馬雲祺                                   | 2012年4月1日，馬雲祺疑於中聯辦後門助古思堯燒國旗，被控《侮辱國旗》 | 裁判官裁定罪名成立，即時還柙，不准保釋。直至上訴高院方獲保釋候判。其後，裁判官宣判230小時社會服務令(27/6/2013) | 馬雲祺提出上訴，但被高等法院駁回，改判110小時社會服務令 其後馬雲祺再訴終審法院，終審法院駁回上訴[3] |
| 2013年4月25日  | ESCC 3591/2013                                                                    | 黃浩銘、林翰飛                           | 黃浩銘及林翰飛在《財政預算案》拉布爭取「全民退休保障」期間，干擾立法會升降機，被控「企圖妨礙議員罪」及「妨礙議員罪」 | 二人承認控罪，黃浩銘罰款1500元及林翰飛罰款3000元 | 案件完結                                                                                            |
| 2013年12月7日  | ESCC 2355/2014；HCMA 741/2014                                                     | 陳德章                                   | 2013年12月7日，陳德章及曾浚瑛在北角社區會堂的《施政報告》及《財政預算案》地區諮詢會上，向台上的梁振英投擲雞蛋及「路姆西」豺狼公仔，結果雞蛋誤中曾俊華額頭，被控「普通襲擊」                                                                     | 裁判官裁定罪成，判囚3周；陳德章不服上訴至高等法院，結果維持原判，判囚3星期 | 案件完結                                                                                            |
| 2014年5月4日   | ESCC 1508/2015                                                                    | 黃永志                                   | 參與由青年重奪未來舉行的「毋忘反高鐵，誓反大白象」遊行發生衝突，黃永志被控「參與非法集結」 | 黃永志承認控罪，罰款5000元 | 案件完結                                                                                            |
| 2014年6月11日  | ESCC 2219/2015                                                                    | 黃浩銘                                   | 黃浩銘與陳偉業、黃之鋒、羅冠聰到中聯辦焚燒一國兩制白皮書，被控以「阻礙公職人員執行職務」 | 黃浩銘自辯成功，四人無罪釋放 | 案件完結                                                                                            |
| 2014年6月13日  | ESCC 3347/2014                                                                    | 曾浚瑛                                   | 社民連及其他團體發起反東北集會，群眾衝入立法會，曾浚瑛與立法會保安發生衝突，被控「妨礙立法會人員執行職務」，交替控罪「襲擊立法會人員」 | 罪名成立，被判100小時社會服務令 | 案件完結                                                                                            |
| 2014年6月13日  | ESCC 3658/2014；HCMA 229/2016；FACC 5/2017；CAAR 3/2016；FAMC 43, 50, 51, 53/2017 | 黃浩銘、劉國樑、梁曉暘、朱偉聰           | 黃浩銘、嚴敏華及其他抗爭者在立法會財委會審議「新界東北前期工程撥款」期間，參與抗爭行動，一共13人分別被控「參與非法集結」、「企圖強行進入」及「妨礙立法會人員執行職務」罪名                                                                      | 罪名成立，黃浩銘、嚴敏華等11人「非法集結」罪成，被判120小時社會服務令；認罪的黃根源被判80小時社會服務令；陳白山則被判150小時社會服務令（17/12/2013）；律政司覆核刑期成功，黃浩銘等不認罪者改判13個月監禁，認罪的黃根源改判8個月監禁；13人向終審法院提出上訴，最後13人上訴得直，終審法院推翻上訴庭判刑，改判13人已服刑的刑期結案 | 案件完結                                                                                            |
| 2014年7月2日   | 未有                                                                              | 黃浩銘等十四名社民連成員                 | 學聯發動公民抗命，預演佔中，於七一遊行後留守遮打道，最後共511人因「參與未經批准參會」罪名被捕 | 未有 | 暫時釋放，案件仍在調查                                                                              |
| 2014年7月6日   | ESCC 37/2015；ESCC 373/2015；                                                     | 梁國雄                                   | 出席城市論壇，發言期間被一名女士從後拍打騷擾，梁國雄與該女士爭執，被控「普通襲擊」 | 裁判官判處無罪，但遭律政司提出覆核，後改判罪成，罰款3000元 | 案件完結                                                                                            |
| 2014年9月26日  | 未有                                                                              | 梁國雄、黃浩銘、馬雲祺、陳偉成、施城威   | 學聯及學民思潮發動罷課最後一日，號召群眾衝入公民廣場，眾人因「強行進入」及「非法集結」罪名被捕 | 未有 | 暫時釋放，案件仍在調查                                                                              |
| 2014年10月15日 | HCMA 570/2015                                                                     | 李善芝                                   | 雨傘運動期間，警方清除龍和道佔領群眾，本會李善芝坐在行人路上無反抗下被抬走，及後被控「阻差辦工」 | 區域法院判處罪成，李善芝上訴至高等法院，維持原判，罰款3000元 | 案件完結                                                                                            |
| 2014年11月26日 | HCMP 783, 784, 788, 798/2015；CACV 259/2017                                       | 黃浩銘、陳寶瑩、關兆宏、趙志深           | 旺角佔領區清場，黃浩銘、關兆宏、陳寶瑩、趙志深先後被捕，被控「刑事藐視法庭」 | 罪名成立，黃浩銘被判監4月15日；陳寶瑩、趙志深被判監2個月、緩刑18個月、罰款1.5萬元；關兆宏被判監6星期、緩刑1年及罰款1.5萬元 | 黃浩銘已獲法援上訴至終審法院；陳寶瑩、趙志深則正申請法援上訴至上訴庭                                |
| 2014年11月26日 | 未有                                                                              | 周嘉發、施城威                           | 旺角清場後，運送物資到金鐘，周嘉發、施城威以「藏有物品可作非法用途」被捕 | 未有 | 律政司放棄提告，案件完結                                                                            |
| 2014年11月30日 | 未有                                                                              | 吳文遠、周嘉發                           | 學聯號召行動升級霸佔龍和道，吳文遠及周嘉發以「非法集結」被捕 | 未有 | 暫時釋放，案件仍在調查                                                                              |
| 2014年12月10日 | ESCC 993/2017；DCCC 480/2017                                                      | 黃浩銘                                   | 2014年12月10日，金鐘清場前晚上，被警方以在雨傘運動期間「參與未經批准集結」及「煽動他人參與未經批准集結」罪上門拘捕；其後，2017年3月27日被警方改以「公眾妨擾罪」檢控，同案被告包括戴耀廷、陳健民、朱耀明、陳淑莊、邵家臻、張秀賢、鍾耀華及李永達 | 未有 | 案件2018年9月17日預審；11月19日正審                                                                 |
| 2014年12月11日 | 未有                                                                              | 梁國雄等名社民連成員                     | 警方清除雨傘運動金鐘佔領區，學聯學民號召群眾留下參與公民抗命等待被捕，眾人以「阻差辦公、非法集結」罪被捕 | 未有 | 暫時釋放，案件仍在調查                                                                              |
| 2015年1月15日  | 未有                                                                              | 梁國雄                                   | 被警方以在雨傘運動期間「參與未經批准集結」及「煽動他人參與未經批准集結」罪預約拘捕 | 未有 | 暫時釋放，案件仍在調查                                                                              |
| 2015年3月3日   | 未有                                                                              | 曾健成                                   | 被警方以在雨傘運動期間「參與未經批准集結」及「煽動他人參與未經批准集結」罪預約拘捕 | 未有 | 暫時釋放，案件仍在調查                                                                              |
| 2015年5月15日  | ESS 38962/2015；HCMA 652/2016                                                     | 梁國雄                                   | 社民連與其他團體到伊利沙伯體育館向林鄭月娥示威，及後梁國雄被控《文娛中心規例》 | 罪名成立，被判監禁7日 | 獲准保釋上訴至高等法院，正等候宣判                                                                  |
| 2016年5月17日  | TWS 13210、13211/2016                                                             | 曾健成                                   | 中共政治局常委張德江訪港，駕駛汽車至大嶼山被查截並扣留車輛，被控違反交通條例 | 罪名成立，罰款1680元 | 案件完結                                                                                            |
| 2016年6月23日  | DCCC 546/2016                                                                     | 梁國雄                                   | 廉政公署指梁國雄沒有向立法會申報或披露，或向立法會隱瞞他於2012年5月22日透過壹傳媒前主席黎智英助手Mark Simon，從黎智英接受一筆港幣25萬元的款項，控以「公職人員行為失當」                                                                         | 罪名不成立，無罪釋放 | 案件完結                                                                                            |
| 2016年9月2日   | KTS 15786/2016                                                                    | 黃浩銘                                   | 2016年4月7日，在荃灣港鐵站內反對港鐵加價，被控「遵從告示」 | 無罪釋放 | 案件完結                                                                                            |
| 2016年9月28日  | KTS 16721/2016                                                                    | 馬雲祺、陳德章、曾健成                   | 2016年4月8日，在旺角港鐵站內反對港鐵加價，被控「遵從告示」、「禁止張貼招貼等」 | 三人罪名成立，各被罰款1500元 | 案件完結                                                                                            |
| 2016年11月6日  | ESCC 1301/2017；WKCC 3654/2017                                                    | 吳文遠、陳文威、周嘉發                   | 反對人大釋法遊行至中聯辦，在中聯辦外攀越鐵馬，企圖突破警察防線到中聯辦正門，吳文遠以「煽惑他人在公眾地方擾亂秩序行為罪」被捕，陳文威及周嘉發以「非法集結」及「公眾地方行為不檢」被捕，周嘉發加以「阻差辦公」被捕                                | 未有 | 案件正在審訊                                                                                        |
| 2016年11月15日 | KTS19843/2016                                                                     | 陳文威                                   | 2016年6月3日，在深水埗港鐵站內派發六四單張，被控「禁止張貼招貼等」 | 罪名成立，罰款1000元 | 案件完結                                                                                            |
| 2017年2月16日  | WKCC 3628/2017                                                                    | 吳文遠                                   | 在立法會選舉當日向到場投票的特首梁振英掟臭魚三文治，以「普通襲擊」被捕 | 罪名成立，被判監禁3星期 | 獲准保釋上訴至高等法院，正候審訊                                                                    |
| 2017年4月3日   | ESCC 1036/2017                                                                    | 吳文遠                                   | 2016年，吳文遠舉報民政事務局常任秘書長馮程淑儀買賣物業涉嫌利益輸送，廉政公署以涉嫌違反第201章《防止賄賂條例》第30條「披露受調查人身分等資料的罪行」被捕                                                                                         | 罪名成立，還柙17日後被判監禁4個月 | 獲准保釋上訴至高等法院，正候審訊                                                                    |
| 2017年5月15日  | ESS 16969/2017                                                                    | 梁國雄                                   | 2016年11月15日，立法會議員梁國雄在立法會會議中，搶去時任發展局局長馬紹祥的文件，因此被指違反第382章《立法會（權力及特權）條例》第17(c)條「藐視罪」                                                                                              | 裁判官嚴舜儀認同議員須在不怕承受刑責下作辯論，裁定《立法會（權力及特權）條例》不適用於起訴議員（5/3/2018） | 律政司代表稱會就裁判官的裁決提上訴，案件因而無限期押後，等候上訴結果                                |
| 2018年4月4日   | ESCC 883/2018                                                                     | 梁國雄                                   | 2017年4月12日，立法會議員梁國雄被指在立法會示威區與「珍惜群組」成員劉必泉爭執時襲擊對方，控以「普通襲擊」 | 未有 | 2018年10月12日宣判                                                                                  |
| 2018年7月5日   | 未有                                                                              | 陳文威                                   | 2018年1月16日（年初一）凌晨，陳文威於維園年宵被兩名男子襲擊，警方當時以涉嫌在公眾地方打架拘捕該兩名男子，但陳文威卻亦被控以「在公眾地方打鬥」                                                                                                   | 未有 | 2018年9月13日正審                                                                                   |

### 推動五區公投行動
五區公投最初由社民連於2009年7月提出，是指五個香港立法會選區，即香港島、九龍東、九龍西、新界東及新界西，每區均有一位泛民主派立法會議員辭職，產生五個空缺席位，然後按照香港《立法會條例》第36條必須進行補選。在補選中，公民黨與社民連以爭取「盡快實現真普選、廢除功能組別」作為選舉議題，並以「五區公投、全民起義」作選舉口號，將補舉當作為變相公投讓市民投票。假如總票數多過對手及逾五成投票率，即代表提出的普選議題有相當的民意基礎，藉此行動，希望對特區政府和中央政府造成壓力，並引起國際媒體廣泛關注。
2010年1月26日，五位立法會議員向立法會秘書處遞交辭職信，五個選區辭職議員包括港島區陳淑莊、九龍東梁家傑、九龍西黃毓民、新界東梁國雄、新界西陳偉業。補選在2010年5月16日舉行，五位辭職議員均順利當選，惟投票率只得百份之十七，是歷屆立會補選中最低的。理由是本身香港人對補選興趣不大。
事後，支持是次政治行動的香港《蘋果日報》社評刋出李怡的「蘋論：承認失敗，才能從中吸取教訓」，提出「從『公投』的意義來說，應該說這次變相公投運動是失敗了」、「17.1%投票率，是無論如何不算成功的。」等看法。但兩黨表示公投沒有失敗，並指責港澳辦言文威嚇、政府冷處理、特首帶頭不投票和建制派杯葛選舉，是投票率大跌原因。有市民亦指香港人一直對議會補選沒興趣。五區公投引起社會各界的關注，使泛民主派一度陷入互相爭辯狀態。

### 兩次重大拉布事件
社民連立法會議員梁國雄先後於2012年11月和2013年4月在立法會進行兩次重大「拉布」。

#### 長者生活津貼
2012年11月，政府提交長者生活津貼計劃（俗稱「特惠生果金」）予立法會審議，梁國雄提出過百項修訂，阻止計劃如期通過。他指出，長者生活津貼需要入息審查是對長者不敬，「指本港20年前已討論全民退保，但回歸以來毫無寸進」，又指若泛民提出中止待續動議遭否決，他唯有「被迫拉布」，因為當長者生活津貼方案通過，立法會便不能再爭取提高資產上限、撤銷資產審查制度等不合理內容。同時，他呼籲不滿原方案的建制派加入，「責任不只在我身上，民建聯和自由黨，你們要求將資產上限提高至30 萬元、50 萬元，不拉布如何得到？人人也知道方案過了就不會有得傾。」有政黨建議政府修改追溯期至10月1日，拉布就不會影響長者領取津貼，但被政府反對。行政長官梁振英認為政府必須遵守財政紀律，開先例是危險做法。
同年12月7日，政府突然提交修訂，刪除文件中涉及逾25億港元的追加撥款，只申請2300萬撥款供社會福利署開設職位。立法會財務委員會主席張宇人裁定修訂為新文件，故此梁國雄於早前遞交達302項的修訂全部作廢。經過兩個多小時會議後，以24票贊成、3票反對及3票棄權通過長者生活津貼涉及的人手的開支撥款，政府稱等同通過整個計劃。泛民議員對表決過程表示不滿，他們曾提出押後討論，但不獲通過。自由黨亦對政府做法表示失望，田北俊批評張宇人做法損害行政立法關係。張宇人和勞工及福利局局長張建宗都否認互相配合，張建宗強調政府「絕無偷襲」，強調局方以高透明度和跟足議會程序處理撥款。

#### 全民退休保障
2013年4月，梁國雄因不滿行政長官梁振英首份財政預算案，未有提及任何關於全民退休保障的撥款，在4月24日的2013至2014年撥款條例草案投票當日，與人民力量採取拉布策略，直至政府承諾推出全民退休保障為止。他指出，特區政府擁有2.6萬億元儲備，但拒絕將其中500億元撥作落實全民退休保障，「做法不能接受」。
政務司司長林鄭月娥指出，「『拉布』不單會消耗政府同事大量精力處理修訂，如果時間拖得太長，當然會影響政府正常運作」。她呼籲議員不要提出無意義的修訂。民建聯主席譚耀宗指，如果六月開始財政預算案仍未通過，「政府就會無錢，屆時所有支付公務員薪酬及公共服務則會全部停頓，後果非常嚴重」。
5月10日，財政司司長曾俊華與發起拉布的社民連及人民力量議員會晤，游說他們停止拉布。會面後，議員指曾俊華對每人派發一萬元及推行全民退休保障等訴求沒有提出讓步，連展開諮詢時間表也沒有，因而宣佈談判破裂 。拉布前後歷時近三星期，期間，社民連及人民力量四名議員多次要求點算出席人數，其中有一次因出席人數不足流會。5月14日，立法會主席曾鈺成以癱瘓立法會，加上「拉布」沒有作用為由，引用議事規則及兩條《基本法》條文作依據終止辯論及就修正案進行表決。最後，立法會以38票贊成，16票反對，1票棄權，三讀通過財政預算案。

### 反對領匯私有化
社民連一直關注領匯私有化、上市及營運情況。梁國雄在領匯公開發售期間，協助公屋居民盧少蘭向高等法院和終審法院提請司法覆核，阻止公共資產私有化；而陶君行與一批立法會議員和學者，籌備組織「領匯監察」，長期跟進領匯運作，監察領匯外判商會否剝削工人。
2006年8月20日，由社會民主連線、領匯監察及多名區議員發起的慢駛遊行，到黃大仙領匯總辦事處外抗議。陶君行批評領匯出爾反爾，違反當初「五年不變、加租不超過一成」的承諾，又指增加停車場租金，直接加重租戶的生活負擔。
2009年10月10日，領匯加租引發商戶接連罷市遊行，其中牛頭角樂華邨商舖及街市檔熄燈罷市4小時，不滿租金增加三成至一倍，有經營10多年商戶被迫結業，領匯又巧立名目大幅加3,000元管理費等。社民連社區幹事楊國雄說，商場內精品舖樂惠店租金本為18,000元，但早前被領匯瘋狂加至36,000元，東主被迫結業，「o依家都要減價清貨」。 
社民連成員先後在立法會內，要求政府回購領匯股份，以及要求政府密切監察領匯的營運情況。陳偉業批評領匯加租「已達到失控地步」，令小本生意無法經營。
2008年12月16日，梁國雄於立法會房屋事務委員會，稱領匯的行徑猶如「吸血鬼」，並批評政府無力監管領匯加租，無法履行當初為公屋租戶提供設施的承諾。
2012年11月21日，梁國雄提出沒有約束力的議案，促請政府回購領匯不少於25%的股份，以發揮影響力，迫使領匯兼顧社會責任。他指出，領匯商舖超過一半被連鎖店壟斷，小商戶被「掃地出門」，令居民別無選擇，被迫高消費。但是，在新民黨、民建聯反對下，議案最終以地區直選22票贊成、12票反對、以及功能組別14票贊成、20票反對遭否決。

### 抗議港鐵加價
自政府准許港鐵上市，並實施可加可減機制後，港鐵就不斷加價。社民連多次在公開場合示威，要求港鐵減價，反對公用事業私有化，並要求政府回購港鐵。
2011年4月10日，社民連成員周諾恆及黃軒瑋在「港鐵競步賽2011」活動中撒溪錢，並上台奪去時任運輸及房屋局局長鄭汝樺的咪，大叫「港鐵加價可恥」口號。
2011年4月25日，陶君行和梁國雄聯同十多名社民連成員到港鐵九龍塘站，抗議港鐵於2011年6月加價2.3％，並在站內張貼貼紙。稍後，社民連乘搭列車到九龍灣港鐵總部抗議，沿途向乘客派發和張貼貼紙。
2012年6月18日，社民連十多名示威者到港鐵總部大樓抗議港鐵加價，部分人搭升降機到港鐵行政總裁韋達誠辦公樓層時，但港鐵保安突然「鎖升降機」，阻止示威者表達意見。
2013年6月26日，社民連成員製作海報，張貼在港鐵旺角站，抗議港鐵平均加價2.7%。

### 十大最熟悉議員
在第四屆立法會任期，香港大學民意研究計劃調查顯示市民最熟悉的十大議員中，社民連三位立法會議員皆榜上有名，得分介乎32.8至38.5分，大多排末席。社民連於2009年7月提倡的五區公投，於2010年5月16日舉行補選，當日約有58萬人投票，氣氛冷淡，總投票率比過往為最低，和以往其它補選差不多，所有辭職議員贏得議席，重返立法會。據資料顯示，社民連議員在立法會的發言次數最多，而且發言片段被網友上傳至Youtube平台，直至2010年11月9日，點擊率達十萬。

### 批評俄羅斯入侵烏克蘭
2022年2月，俄羅斯派兵入侵烏克蘭，造成大量烏克蘭人死傷。社民連響應由反戰組織「STOP THE WAR」發起的反球反戰行動日示威，於2022年3月6日派代表到俄羅斯駐港領事館抗議，期間為俄烏戰爭中的烏克蘭死者默哀一分鐘。社民連主席陳寶瑩譴責俄羅斯入侵烏克蘭，促俄方無條件從烏克蘭撤軍。她亦支持烏克蘭民眾自我組織自衛行動，抵抗俄羅斯。

## 爭議

### 借用江湖物業
2007年末，有報密者向傳媒宣稱，社民連位於香港九龍尖沙咀金巴利道78號金輝閣2樓A座的辦事處總部，一直是使用江湖人士的物業，該單位的業主是一間有限公司，股東之一是曾經於1996年被判監8個月，身為三合會「新義安」成員李育添。
2007年12月24日，社民連知道此事曝光後，多位成員指責投訴無理，包括社民連主席黃毓民、秘書長陶君行、常委陳偉業等等。陳偉業更極力維護社民連，怒斥投訴是抹黑及無稽，不過他承認業主與黃毓民是好朋友現在沒有犯事。但外務副主席勞永樂認為投訴指控嚴重，即使租約合法，仍可能影響社民連的公信力，希望盡快開會及向公眾澄清，但他的說法不被社民連核心成員接納，他們均認為做法無問題。黃毓民向記者親口承認與業主是好友，但堅持他是合法租用該單位。陶君行代表社民連表示會接受任何以匿名方式捐贈的款項，強調不會歧視任何類別的捐款者，不過就不會因某人捐款而答應為他做事。
中大亞太研究所副教授王家英指出，雖然政黨人士使用幫會人物的單位並不違法，但香港市民普遍對政客或政黨的道德要求，遠高於法律要求的最低門檻。他認為社民連應該即時與江湖人物劃清界線，搬離現有的會址，事件難免令社民連的形象受損，影響將來的選舉。

#### 勞永樂退會
2007年12月29日，社民連突然宣佈接納勞永樂辭去副主席和退會的決定。勞永樂回應指主席黃毓民一直沒有交出會址的租約，黃毓民並承認此物業一直沒有交租。勞永樂批評，政黨應保持最高的道德標準，言行合一，要有誠信和道德操守，他因為與社民連存有嚴重分歧，所以決定辭職。社民連則發表聲明，批評勞永樂近日不斷發表不當和不實的言論，嚴重影響社民連形象和聲譽，並感到震驚、惋惜和遺憾。

### 黃毓民在立法會擲蕉事件
2008年10月15日，香港行政長官曾蔭權在立法會議事廳宣讀新一份《施政報告》，行政長官宣讀有關生果金（高齡津貼）的部份時，為回應各政黨要求提高生果金的聲音，特首宣告擬將生果金由每月$625或$705，劃一調升至$1000，政府稱人口日趨老化，而財政資源有限，有需要考慮將來對70歲或以上的申請者加設某種形式的審查機制，使資源集中分配到有需要的申請者手上。有關審查的提議引起在場的兩名社民連議員陳偉業及黃毓民表示入息及資產審查違反生果金孝敬長者原意，先後表達不滿，並打斷了特首宣讀《施政報告》。其後兩位被要求離場時，黃毓民突然向曾蔭權站立的主席枱前投擲三隻香蕉以示憤怒。這是香港有史以來在立法會的首宗議會激進抗爭事件，事件成為香港新聞焦點，引起各界市民熱烈討論。約一周後，特首曾蔭權宣佈取消入息及資產審查，事後引發了多個後續事件，包括有長者模仿黃毓民的擲蕉行為，亦有不少長者對社民連能成功爭取無入息審查生果金與黃毓民等合照表支持。此行徑亦引起社會部分人批評社民連是「攪事」（搗亂）份子，社民連澄清只為市民發聲，並值此爭取傳媒報導，讓更多市民知道政府的惡行。

### 民建聯禮義廉T恤事件
2010年2月12日，社民連於年宵攤位寄賣由網民創作的「民建聯禮義廉」T恤，以諷剌「民建聯無恥」。後來民建聯指有關T恤涉嫌觸犯《版權條例》及《商品說明條例》而被海關沒收扣查，引來各方炮轟打壓言論自由。其後社民連主席陶君行引述海關指，不會檢控社民連，但沒有解釋原因。社民連又不滿海關依法不發還已充公的T恤，打算以法律途徑爭取領回T恤。

### 年宵設「反送中」警暴展被食環署要求清走

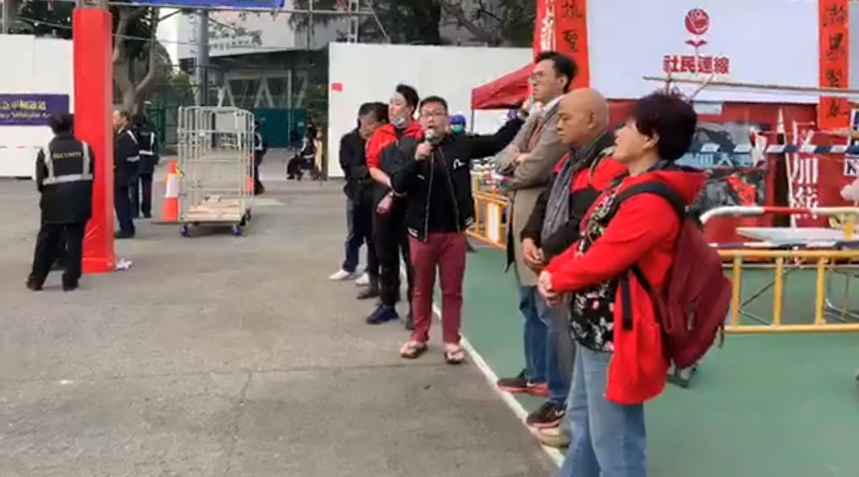
社民連的攤位佈置寫上「反濫捕」、「獨立調查」大標語，而被食環署決定終止租約

2020年，社民連的攤位設有「警暴展覽館」，佈置寫上「反濫捕」、「獨立調查」大標語，並擺放展板展示反送中運動的時序表。結果被食環署職員張貼警告信，指違反《2020年宵市場特許協議》第2附表第1條規定，要求社民連必須於1月20日凌晨1時前停止，否則終止《特許協議》。前立法會議員梁國雄批評當局「政治審查」。最後食環署決定終止租約，要求他們在下午3時前離開。

### 遭銀行取消多個戶口
2023年2月27日，社民連接獲滙豐銀行信件，稱經過深入檢視後將在一個月內取消其全部共三個銀行戶口。社民連曾要求與滙豐會面及作解釋，但對方一直沒有回覆。直至4月25日，滙豐以書面回覆社民連主席陳寶瑩，指經過全面檢視及覆核後，維持終止提供銀行服務的決定，並就此致歉。滙豐在信中表示，在作出決定前已審慎考慮各項因素及進行詳細評估，未有交代具體原因。滙豐回覆傳媒查詢時稱，所有銀行包括滙豐在內都會定期檢視客戶戶口狀况及活動，以履行盡職審查責任。滙豐會就所得的結果，或決定不能繼續為某些客戶提供銀行服務。社民連副主席周嘉發表示，銀行戶口被取消對日常運作有一定影響，包括應對支出，以及未能提取網上捐款等。他稱如滙豐是因為受到政治壓力，便只能「一起無奈」。但周嘉發指如滙豐只是捕風捉影，就明顯不負責任，促對方清楚交代。另有至少四名社民連成員的個人銀行帳戶同遭取消，涉及匯豐、恒生及中銀。
6月6日，社民連五人到中環滙豐總行抗議，警方原安排五人於扶手電梯前的空地進行，但社民連要求在銅獅子像前抗議。開始前，約有十名警員現場戒備，警方先向主席陳寶瑩等人誦讀「在沒有預先申報的公眾活動向有關負責人的提示」，內容包括如發現參與人士參與違法或不利於國家安全的行為或活動，必須立即通知警方。提示又引述《禁止蒙面規例》，指任何身處公眾集會或遊行人士，不得使用任何相當可能阻止識別身分的蒙面物品。五人拉起印有「見錢眼開」、「助紂為虐」、「取消戶口無理」、「國際金融中心蒙羞」、「反對社会信用体系輸港」的橫額，在銅獅子前高叫口號，包括「取消銀行戶口，軟性政治迫害」、「取消銀行戶口，殺人唔見血」、「國際金融中心，人人自危」、「反對政治迫害 」、「反對踐踏結社權利」。社民連副主席周嘉發形容事件是嚴重政治迫害，並非單純商業操作，認為動搖香港國際金融中心地位以及自由營商環境。周嘉發促請滙豐與社民連正式會面，真誠解釋。周嘉發向記者表示，社民連儲備足夠營運一至兩年，社民連沒有全職員工及辦公室，主要開支是法律訴訟開支。被問到哪位社民連成員私人帳戶遭終止，周嘉發表示不方便透露，但自己的滙豐賬戶仍然運作，而外務副主席余煒彬的中銀戶口則遭取消。社民連一直使用滙豐銀行帳戶接收捐款，周嘉發稱將失去數千元定期月捐，形容不能在街站籌款，再失去網上捐款渠道如同「等死」，他們將商討其他收取捐款的渠道。香港上海滙豐銀行兼滙豐銀行慈善基金主席王冬勝在出席另一個活動時，被記者問及事件時，稱不便評論個人或公司戶口。他只重申集團服務全球60多個國家或地區，尊重每個地區的法律，滙豐亦有本身的合規政策。

## 外部連結
- 社會民主連線（页面存档备份，存于）
- 社會民主連線粉絲
- 跟蹤社民連
- 社民連 五區總辭講座--現場錄音 (23 Aug 2009)
- 社民連抗議記者被打完再老屈 鵪鶉曾只敢代「反映新聞界意見」(9 Sep 2009)（页面存档备份，存于）
- 沒有民主政治，何來新聞自由？--「捍衛新聞自由」動議辯論發言稿 (21 Oct 2009)（页面存档备份，存于）
- 警方拘捕陳巧文 80後到灣仔警察總部聲援 反高鐵 五區總辭 普選公投（页面存档备份，存于）
- 社會民主連線回應當前香港政治形勢變化的決議文
- 主席感言︳聚散有時，理念長存——寫於周年會大過後